# 28987 Assafin
28987 Assafin este o planetă minoră (asteroid) din centura de asteroizi. A fost descoperită pe 28 iunie 2001 la Stația Anderson Mesa de Lowell Observatory Near-Earth-Object Search. 
Obiectul prezintă o orbită caracterizată de o semiaxă mare de 2,2293221 UAi, o excentricitate de 0,12, o înclinație de 2,45559 ° în raport cu ecliptica.